# Veronica spuria
Veronica spuria är en grobladsväxtart som beskrevs av Carl von Linné. Veronica spuria ingår i släktet veronikor, och familjen grobladsväxter.

## Underarter
Arten delas in i följande underarter:
- V. s. foliosa
- V. s. spuria